# 민주자유당 (일본)
민주자유당(일본어: 民主自由党)은 1948년부터 1950년까지 존재하던 일본의 정당이었다. 약칭은 민자당(民自党).
1947년 말에 일본사회당과의 연립정권에 반대하여 민주당에서 탈당한 의원들로 구성된 동지클럽(또는 민주클럽)과 당시 야당이던 일본자유당이 1948년 3월 합당하여 결성하였다. 쇼와전공 사건, 야마자키 수반 공작 사건 등의 스캔들에도 불구하고 요시다 시게루가 다시 내각총리대신직에 오르며 여당이 되었다. 이후 요시다의 보수합동론에 응한 민주당의 연립파와 합당하며 자유당으로 개칭하였다.